# Liste des musées du Merseyside
Cette liste des musées du Merseyside, Angleterre contient des musées qui sont définis dans ce contexte comme des institutions (y compris des organismes sans but lucratif, des entités gouvernementales et des entreprises privées) qui recueillent et soignent des objets d'intérêt culturel, artistique, scientifique ou historique. leurs collections ou expositions connexes disponibles pour la consultation publique. Sont également inclus les galeries d'art à but non lucratif et les galeries d'art universitaires. Les musées virtuels ne sont pas inclus.

## Musées
| Nom                                                   | Image | Ville/City    | District  | Type              | Résume |
| ----------------------------------------------------- | ----- | ------------- | --------- | ----------------- | --- |
| 20 Forthlin Road                                      |       | Allerton      | Liverpool | Maison historique | Exploité par le National Trust, maison d'enfance de Paul McCartney, dans le cadre de la tournée des Beatles Childhood Homes tour |
| The Atkinson                                          |       | Southport     | Sefton    | Multiple          | Centre culturel régional pour les arts et les spectacles culturels, comprend des collections d'art, d'histoire locale, d'égyptologie et d'art décoratif du Botanic Gardens Museum et du musée et Bootle Free Library                                       |
| The Beatles Story                                     |       | Liverpool     | Liverpool | Musique           | Exposition et musée consacrés au groupe phare des The Beatles |
| Birkenhead Priory and St Mary's Tower                 |       | Birkenhead    | Wirral    | Religions         | Vestiges et expositions sur le prieuré médiéval |
| Bluecoat Chambers                                     |       | Liverpool     | Liverpool | Art               | Centres d'arts avec galeries d'exposition |
| British Lawnmower Museum                              |       | Southport     | Sefton    | Agriculture       | Tondeuses à gazon vintage |
| Croxteth Hall                                         |       | Liverpool     | Liverpool | Maison historique | Maison de campagne du XVIe siècle avec chambres d'époque édouardienne, ferme d'époque victorienne et jardin clos |
| Fort Perch Rock                                       |       | New Brighton  | Wirral    | Multiple          | Les expositions comprennent des expositions maritimes, l’aviation militaire et la radio et la radio marines |
| Foundation for Art and Creative Technology            |       | Liverpool     | Liverpool | Art               | Centre des arts pour le cinéma, la vidéo et les nouveaux médias |
| Garstang Museum of Archaeology                        |       | Liverpool     | Liverpool | Archéologie       | website, une partie de l' University of Liverpool, objets provenant de l'Anciens Egypte, Soudan et du Levant |
| The Hardmans' House                                   |       | Liverpool     | Liverpool | Maison historique | Exploité par le National Trust, domicile du photographe E. Chambré Hardman, présente des portraits de la population de Liverpool, de la ville et des paysages de la campagne environnante                                                                  |
| International Slavery Museum                          |       | Liverpool     | Liverpool | Histoire          | Histoire et héritage de l'esclavage transatlantique et de sa pertinence contemporaine, situés au troisième étage du bâtiment abritant le Merseyside Maritime Museum                                                                                        |
| Lady Lever Art Gallery                                |       | Port Sunlight | Wirral    | Art               | La collection comprend des peintures britanniques des XVIIIe et XIXe siècles, du mobilier du XVIIIe siècle et du Wedgwood |
| Liverpool Cathedral                                   |       | Liverpool     | Liverpool | Religions         | Inclut un film en 3D et des présentations interactives sur l'architecture, l'histoire et l'art de la cathédrale, ses habitants et son but; objets historiques, visites de la tour et collection de broderies ecclésiastiques victoriennes et édouardiennes |
| Mendips                                               |       | Liverpool     | Liverpool | Maison historique | Géré par le National Trust, la maison d'enfance du compositeur-interprète John Lennon des The Beatles, datant des années 1950 , qui fait partie de la tournée des Beatles Childhood Homes tour                                                             |
| Merseyside Fire Service Heritage and Education Centre |       | Bootle        | Sefton    | Firefighting      | website |
| Merseyside Maritime Museum                            |       | Liverpool     | Liverpool | Maritime          | Navigation, commerce, liens locaux avec le RMS Titanic, RMS Lusitania et RMS Empress of Ireland, bataille de l'Atlantique, la vie en mer, Border Force National Museum                                                                                     |
| Museum of Liverpool                                   |       | Liverpool     | Liverpool | Multiple          | Histoire de la ville, culture et histoire sociale, art, costumes, art décoratif |
| North West Museum of Road Transport                   |       | St Helens     | St Helens | Transport         | Autobus de collection, voitures classiques, camions et voitures de pompiers |
| The Oratory                                           |       | Liverpool     | Liverpool | Art               | Sculpture du XIXe siècle et monuments funéraires de notables, appartenant à la Walker Art Gallery |
| Port Sunlight Museum & Garden Village                 |       | Port Sunlight | Wirral    | Histoire          | website, histoire du village modèle construit en 1888 par William Lever, 1st Viscount Leverhulme |
| Prescot Museum                                        |       | Prescot       | Knowsley  | Local             | website, histoire locale, culture, horlogerie, poterie, fabrication de câbles et exploitation minière |
| Smithy Heritage Centre                                |       | Eccleston     | St Helens | Local             | website, histoire locale |
| Spaceport                                             |       | Seacombe      | Wirral    | Science           | Espace et voyage dans l'espace |
| Speke Hall                                            |       | Liverpool     | Liverpool | Maison historique | Exploité par le National Trust, manoir Tudor à colombages en bois noir et blanc avec chambres victoriennes |
| St. George's Hall                                     |       | Liverpool     | Liverpool | Histoire          | Histoire et visites de la salle, de sa prison, de la cour criminelle rénovée et du vestiaire du juge, galerie pour les expositions d'art et de culture locales                                                                                             |
| Sudley House                                          |       | Aigburth      | Liverpool | Art               | Musée de la maison historique victorienne avec galerie d'art |
| Tate Hall Museum                                      |       | Liverpool     | Liverpool | Multiple          | Une partie de l'University of Liverpool, les sujets d'exposition incluent la zoologie, la médecine, la dentisterie, l'archéologie, l'ingénierie et l'océanographie                                                                                         |
| Tate Liverpool                                        |       | Liverpool     | Liverpool | Art               | Art moderne et contemporain |
| U-boat Story                                          |       | Birkenhead    | Wirral    | Maritime          | Sous-marin allemand récupéré et artefacts, y compris une machine Enigma |
| Victoria Gallery & Museum                             |       | Liverpool     | Liverpool | Art               | Une partie de l'University of Liverpool, peintures, sculptures et céramiques |
| Walker Art Gallery                                    |       | Liverpool     | Liverpool | Art               | Les collections comprennent des peintures italiennes et néerlandaises de 1300 à 1550 et de l'art européen de 1550 à 1900. Art britannique, gravures, dessins et aquarelles des XVIIIe et XIXe siècles, œuvres et sculptures du XXe siècle                  |
| Western Approaches - Liverpool War Museum             |       | Liverpool     | Liverpool | Militaire         | Bunker restauré du commandement opérationnel majeur de la Royal Navy pendant la Seconde Guerre mondiale |
| Williamson Art Gallery and Museum                     |       | Birkenhead    | Wirral    | Art               | Les collections comprennent des peintures à l'huile victoriennes, des aquarelles anglaises, de la Liverpool porcelain et de la Della Robbia Pottery, des maquettes de bateaux et de l'histoire locale.                                                     |
| Williamson Tunnels Heritage Centre                    |       | Liverpool     | Liverpool | Histoire          | Réseau de tunnels du début du XIXe siècle et expositions sur leur constructeur |
| Wirral Transport Museum                               |       | Birkenhead    | Wirral    | Transport         | Affichages d'autobus, de tramways, de voitures, de motos et d'accessoires automobiles, ainsi qu'un tracé de voie ferrée modèle |
| World Museum                                          |       | Liverpool     | Liverpool | Multiple          | Archéologie, ethnologie, histoire naturelle, géologie et fossiles, Egypte ancienne, espace, science, monnaies |
| World of Glass (St Helens)                            |       | St Helens     | St Helens | Art               | website, expositions d'art verrier historique et contemporain, industrie et histoire de la verrerie, soufflage de verre |

## Musées fermés
- Bootle Free Library and Museum, les collections font maintenant partie de la collection Atkinson
- Cavern Mecca, fermée en 1984
- Botanic Gardens Museum, les collections font maintenant partie de la collection Atkinson
- HM Customs & Excise National Museum, Liverpool fait désormais partie d'une galerie du Merseyside Maritime Museum
- King's Regiment (Liverpool) Museum, Museum de Liverpool, qui faisait autrefois partie du Museum of Liverpool Life, fermé en 2006[1],et rouvrira comme galerie au Museum of Liverpool
- Liverpool Scottish Regimental Museum, Liverpool, artefacts conservés entreposés[2]
- Museum of Liverpool Life, Liverpool, fermé en 2006, les collections ont été transférées au Museum of Liverpool
- National Conservation Centre, Liverpool, fermé au public en 2010
- Shore Road Pumping Station, Birkenhead
- Steamport Southport, Southport, également connu sous le nom de Southport Railway Museum, fermé en 1999, les collections font maintenant partie du Ribble Steam Railway
- Warship Preservation Trust, Birkenhead, fermé en 2006
- Wirral Museum[3], Birkenhead